# Eckhard Schurkus
Eckhard Schurkus ist ein ehemaliger deutscher Basketballspieler und -trainer.

## Leben
Der aus dem Landkreis Elchniederung stammende Schurkus gehörte zur Mannschaft des PSV Grünweiß Frankfurt, die ab der Saison 1966/67 an der neugegründeten Basketball-Bundesliga teilnahm. Er erreichte mit Frankfurt im Bundesliga-Premierenspieljahr das Halbfinale um die deutsche Meisterschaft. Schurkus bestritt Länderspiele für die Nationalmannschaft der Bundesrepublik Deutschland, unter anderem Qualifikationsspiele für Europameisterschaften und Olympische Spiele.
Später spielte Schurkus für ADB Koblenz in der Bundesliga und betreute die Mannschaft dort in der Saison 1975/76 als Trainer, musste mit ihr aber den Abstieg hinnehmen.